# H.V. Brinkopff
Henrik Vilhelm Brinkopff (30. juni 1823 – 15. maj 1900), dekorationstegner og arkitekt.
Brinkopff, der var født i København, var søn af instrumentmager og orgelbygger Heinrich Brinkopff og Marie, født Høygård. 1839 kom han i billedskærerlære, og efter at have nydt undervisning på kunstakademiet nedsatte han sig 1847 som billedskærer og forgylder i København. Fra 1869 til 1872 var han medindehaver af billedskærer- og forgylderfirmaet Brinkopff & Senhen. Efterhånden gik han imidlertid over til udelukkende at blive dekorationstegner i møbel- og bygningsfaget. 1880-1881 byggede han dernæst etablissementet National ved Vesterbros Passage (nu Vesterbrogade), 1884 indrettede han efter Christiansborg Slots brand Fredericiagadens kaserne (det gamle Landkadetakademi; nu Østre Landsret) til bolig for Rigsdagen, og 1885-1886 byggede han Cirkus på hjørnet af Jernbanegade og Farimagsgade. Han deltog i ordningen af en række udstillinger (Den nordiske Industri- og Konstudstilling i Kjøbenhavn 1872, den danske afdeling af verdensudstillingen i Wien 1873, den jyske udstilling i Århus 1876, den danske afdeling af udstillingen i Malmø 1881 og den danske industriafdeling af Den Nordiske Industri-, Landbrugs- og Kunstudstilling i Kjøbenhavn 1888). Nationalmuseets klunkehjem, en museumslejlighed som oprindeligt var bolig for grossereren Rudolph Christensen, blev ombygget og dekoreret af Brinkopff i 1890.
Fra 1880 ledede han også opstillingen af forevisningerne i Industriforeningen i København, i hvilken forenings repræsentantskab han havde sæde fra 1876. 23. oktober 1847 ægtede han Marie Frederikke Meyer, datter af hans første læremester, snedker og billedskærer J.C. Meyer. Hun døde 23. oktober 1864, og 7. juli 1866 ægtede han derpå Juliane Frederikke Eszlinger, datter af sæbefabrikant J.F. Eszlinger

## Ekstern henvisning
- Dansk Biografisk Leksikon om Henrik Vilhelm Brinkopff
- H.V. Brinkopff på Kunstindeks Danmark/Weilbachs Kunstnerleksikon